# Збудза
Збудза (словац. Zbudza) — село, громада в окрузі Михайлівці, Кошицький край, Словаччина. Село розташоване на висоті 127 м над рівнем моря. Населення — 545 чол. (2006). З них 90 % — словаки, та 10 % цигани. Вперше згадується в 1235 році. В селі є бібліотека та футбольне поле.

## Населення
| Рік:            | 1994. | 2004.   | 2014.   | 2024.   |
| --------------- | ----- | ------- | ------- | ------- |
| Кількість осіб: | 553   | 537     | 542     | 521     |
| Різниця:        |       | -2,89 % | +0,93 % | -3,87 % |

| Рік:            | 2023. | 2024.   |
| --------------- | ----- | ------- |
| Кількість осіб: | 519   | 521     |
| Різниця:        |       | +0,38 % |

## Пам'ятки
У селі є римо-католицький костел з половини 13 століття в романському стилі та греко-католицька церква Непорочного Серця Богородиці Діви Марії з 20 століття в стилі сецесії.

## Географія
Протікають річки Петровайка і Турський ярок.